# Irene Miracle
Klara Irene Miracle (* 24. Januar 1954 in Stillwater, Oklahoma) ist eine US-amerikanische Schauspielerin und Filmproduzentin.

## Leben
Bei einem Aufenthalt in Rom lernte Miracle den italienischen Regisseur Michelangelo Antonioni kennen, der ihr zu ihrer ersten Rolle verhalf. Sie debütierte im italienisch-britischen Horrorfilm Night Train – Der letzte Zug in der Nacht aus dem Jahr 1975. Im Filmdrama 12 Uhr nachts – Midnight Express (1978) wirkte sie an der Seite von Brad Davis mit. Für ihre Darbietung in diesem Film gewann sie im Jahr 1979 den Golden Globe Award als Beste Nachwuchsdarstellerin.
Miracle spielte im Horrorfilm Horror Infernal (1980) eine der Hauptrollen. Im Horrorfilm Im Schatten des Kilimandscharo (1986) war sie an der Seite von John Rhys-Davies und Timothy Bottoms zu sehen. Im Science-Fiction-Horrorfilm Puppet Master (1989) übernahm sie eine der größeren Rollen.
Miracle wirkte ebenfalls als Produzentin der Filme Bad Blood (1992), One Plus Two Equals Four (1994) und Reliable Witnesses (1998). Sie schrieb das Drehbuch eines Theaterstücks nach dem Roman The Love Artist von Jane Alison. Sie plant eine Verfilmung, bei der sie die Regie übernehmen würde.

## Filmografie (Auswahl)
- 1975: Night Train – Der letzte Zug in der Nacht (L'Ultimo treno della notte)
- 1978: 12 Uhr nachts – Midnight Express (Midnight Express)
- 1980: Horror Infernal (Inferno)
- 1986: Im Schatten des Kilimandscharo (In the Shadow of Kilimanjaro)
- 1986: Banter – Eine geheimnisvolle Affäre (The Last of Philip Banter)
- 1989: From Hollywood to Deadwood
- 1989: Angst über Los Angeles (Veiled Threat)
- 1989: Puppet Master (The Puppet Master)
- 1990: Watchers II – Augen des Terrors (Watchers II)
- 1996: 2090
- 1997: Auf der Spur des großen Bären (Walking Thunder)